# Turís
Turís, en castillan et officiellement (Torís en valencien), est une commune de la province de Valence, dans la Communauté valencienne, en Espagne. Elle est située dans la comarque de la Ribera Alta et dans la zone à prédominance linguistique valencienne. Sa population s'élevait à 6 678 habitants en 2013.

## Géographie

Localisation de Turís
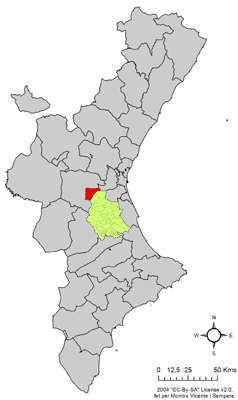
dans la Communauté valencienne.
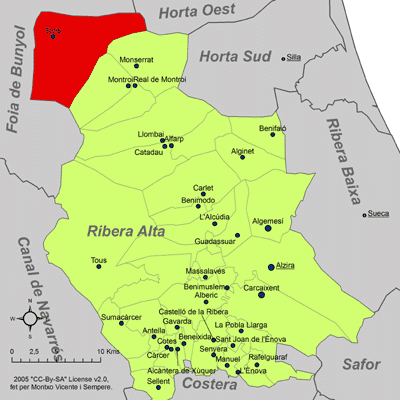
dans la comarque de la Ribera Alta.

### Localités limitrophes
Le territoire communal de Turís est voisin des communes suivantes :
Alborache, Dos Aguas, Godelleta, Monserrat, Montroi et Torrent, toutes situées dans la province de Valence.

## Démographie
| 1990  | 1992  | 1994  | 1996  | 1998  | 2000  | 2002  | 2004  | 2005  | 2007  | 2009  |
| ----- | ----- | ----- | ----- | ----- | ----- | ----- | ----- | ----- | ----- | ----- |
| 4.150 | 4.204 | 4.375 | 4.471 | 4.560 | 4.733 | 4.954 | 5.305 | 5.556 | 6.053 | 6.499 |

### Sources
- (es) Cet article est partiellement ou en totalité issu de l’article de Wikipédia en espagnol intitulé « Turís » (voir la liste des auteurs).